# Hans-Dieter Flick
Hans-Dieter Flick (Heidelberg, Nyugat-Németország, 1965. február 24. –) német labdarúgó, edző. Posztját tekintve aktív pályafutása során középpályásként szerepelt, legtöbb mérkőzését az FC Bayern München színeiben játszotta, 1985 és 1990 között. Még játékos pályafutása alatt, 1996-ban lett edző, akkori csapatát a Victoria Bammentalt erősítette. 2006 és 2014 között a német válogatott segédedzője volt, Joachim Löw munkáját segítette ebben a periódusban. 2019. november 4-én a Bayern München menesztette addigi vezetőedzőjét Niko Kovačot, akinek helyét a kispadon ideiglenesen Flick vette át. 2021-től 2023-ig a német válogatott szövetségi kapitánya volt. 2024 nyarától az FC Barcelona vezetőedzője.

## Pályafutása

### Játékosként
Flick 18 éves korában játékos pályafutása mellett részmunkaidőben egy bankban dolgozott, ekkor kereste meg a VfB Stuttgart csapata és kínált neki szerződést, de Flick visszautasította azt.
A  bankban szerettem volna befejezni a képzést. De a VfB azt mondta, hogy ha ezt csinálom, akkor a tartalékcsapatban kell játszanom, azt pedig nem akartam. Szerettem volna valami támaszt, mert nem tudtam, mennyi ideig leszek képes futballozni.

Később, 1985 és 1990 között erősítette a Bayern Münchent is, amely színeiben összesen 104 bajnoki mérkőzésen lépett pályára és 5 gólt jegyzett, majd három évet töltött el az 1. FC Kölnnél, mielőtt 1994-ben a Victoria Bammental csapatához igazolt, ahol 1996-ban elkezdte az edzői pályafutását is. 2000-ben vonult vissza a sorozatos sérülések miatt.
A német labdarúgó-válogatottban egyszer sem szerepelt, azonban az U18-as csapatban 2 alkalommal pályára lépett 1983-ban.

### Edzőként

#### Németország
Egy hónappal Joachim Löw kinevezését követően, 2006. augusztus 23-án kinevezték a német válogatott másodedzőjének. A Nationalelffel 2008-ban ezüstérmet szerzett az Európa-bajnokságon, és aranyérmet a Brazíliában rendezett 2014-es világbajnokságon. A döntőben az argentin válogatottat győzték le, és megszerezték Németország negyedik világbajnoki trófeáját, 1990 óta az elsőt.

#### Bayern München
A Bayern München irányítását 2019. november 4-én vette át ideiglenesen, az addigi vezetőedzőtől Niko Kovačtól, akit a gyenge szereplés miatt menesztett a bajor klub. 2019. november 16-án a csapatot működtető gazdasági társaság vezérigazgatója, Karl-Heinz Rummenigge úgy nyilatkozott, hogy Flick karácsonyig biztosan marad a Bayern edzője, de nem zárta ki annak lehetőségét, hogy még tavasszal is ő irányítsa a csapatot. Első mérkőzése a csapat kispadján egy Olimbiakósz elleni Bajnokok Ligája mérkőzés volt két nappal kinevezése után, november 6-án, csapata pedig 2-0-s győzelmet aratott hazai pályán. November 9-én szintén hazai pályán játszottak, ekkor a Bundesligában az ősi ellenfelet, a Borussia Dortmund együttesét fogadták. A rangadón fölényes, 4-0-s győzelmet aratott a Bayern. Ezután a válogatott szünet következett, így legközelebb november 23-án lépett pályára Flick együttese, ezúttal idegenben, a Fortuna Düsseldorf otthonában szerepeltek és elhozták a három pontot, miután a düsseldorfiaknak is 4 gólt lőttek. Három nappal ezután a Bayern a Crvena zvezda csapat stadionjában szerepelt vendégként és ismét nagyarányú sikert arattak, 6-0 arányban múlták felül hazai pályán játszó ellenfelüket. A csapat történetében olyan sikeresen még sosem kezdett edző, mint Flick. 2020. április 3-án 2023-ig szerződés hosszabbítást írt alá.  A szezon végén Bajnokok Ligáját nyert a csapattal, a Bayern veretlenül, rekordot jelentő győzelmi mutatóval és mérkőzésenkénti hármas gólátlagot produkálva végzett az élen a legrangosabb európai klubsorozatban. Az év edzőjének választották Európában az UEFA szavazásán és hazájában is élen végzett ezen rangsorban a Kicker szavazásán. A BL-győzelem mellett a Bayern élen végzett a Bundesliga 2019-2020-as kiírásában és megnyerte a Német Kupát is, története során másodszor triplázva. A 2020-2021-es szezon elején megnyerte csapatával az UEFA-szuperkupát, a budapesti döntőben a Sevillát legyőzve, valamint élen végzett a FIFA-klubvilágbajnokságban is, a döntőben a mexikói Tigrest felülmúlva, így a Bayern megnyerte egy naptári évben a hatodik tórfeáját, elérve az úgynevezett sixtent, azaz minden lehetséges sorozatban az élen végzett, ahol elindult.
2021 áprilisában hivatalossá vált, hogy az idény végén távozik a csapat éléről, majd 2021. május 25-én a Német labdarúgó-szövetség bejelentette, hogy Flick 2021. július 1-jétől hároméves szerződést írt alá, aminek értelmében a 2020-ról 2021-re halasztott Európa-bajnokságot követően átveszi a válogatott irányítását Joachim Löwtől. 

## Sikerei, díjai

### Játékosként

#### Bayern München
- Bundesliga (4): 1985–86, 1986–87, 1988–89, 1989–90

- Német kupagyőztes: 1985–86
- Bajnokcsapatok Európa-kupája – döntős: 1986–87

#### 1. FC Köln
- Német kupa döntős: 1986–87

### Válogatott

#### Németország (Segédedzőként)
- Világbajnokság:
  - győztes: 2014
  - bronzérmes: 2010

### Klubcsapatokban

#### FC Bayern München
- Bundesliga: 2019–20, 2020–21
- Német kupagyőztes: 2019–20
- UEFA-bajnokok ligája: 2019-2020
- UEFA-szuperkupa: 2020
- FIFA-klubvilágbajnokság: 2020

#### FC Barcelona
- La Liga: 2024–25
- Copa del Rey: 2024–25
- Supercopa de España: 2025

### Egyéni
- Az év labdarúgóedzője Németországban: 2020
- Bajnokok ligája – A szezon edzője: 2019–20

## Statisztikája edzőként
2025. május 15-én lett frissítve.
| Csapat             | Nemzet   | –tól              | –ig                  | Eredményességi mutató | Eredményességi mutató | Eredményességi mutató | Eredményességi mutató | Eredményességi mutató | Eredményességi mutató | Eredményességi mutató | Eredményességi mutató |
| Msz                | Gy       | D                 | V                    | RG                    | KG                    | GK                    | Gy %                  |                       |                       |                       |                       |
| ------------------ | -------- | ----------------- | -------------------- | --------------------- | --------------------- | --------------------- | --------------------- | --------------------- | --------------------- | --------------------- | --------------------- |
| Victoria Bammental | német    | 1996. július 1.   | 2000. június 30.     | 122                   | 44                    | 33                    | 45                    | 205                   | 218                   | −13                   | 36.07                 |
| 1899 Hoffenheim    | német    | 2000. július 1.   | 2005. november 19.   | 196                   | 88                    | 46                    | 62                    | 345                   | 263                   | +82                   | 44.9                  |
| Bayern München     | német    | 2019. november 3. | 2021. június 30.     | 86                    | 70                    | 9                     | 7                     | 255                   | 85                    | +170                  | 81.4                  |
| Németország        | német    | 2021. július 1.   | 2023. szeptember 10. | 25                    | 12                    | 7                     | 6                     | 60                    | 30                    | +30                   | 48                    |
| Barcelona          | spanyol  | 2024. május 29.   | jelenlegi            | 58                    | 43                    | 7                     | 8                     | 169                   | 69                    | +100                  | 74.14                 |
| Összesen           | Összesen | Összesen          | Összesen             | 487                   | 257                   | 102                   | 128                   | 1034                  | 665                   | +369                  | 52.77                 |